# صموئيل ويليام جاكوبس
صموئيل ويليام جاكوبس هو محامي وسياسي كندي، ولد في 6 مايو 1871 في ساوث غلينغاري في كندا، وتوفي في 21 أغسطس 1938. حزبياً، نشط في الحزب الليبرالي الكندي. وقد انتخب عضو مجلس العموم الكندي.